# Лемешевский, Бруно
Бруно Маурисио Лемеше́вский Мелесси (исп. Bruno Mauricio Lemiechevsky Melessi; 3 марта 1994 года, Монтевидео, Уругвай) — испанский футболист, нападающий.

## Клубная карьера
Родился в Уругвае, где жил некоторое время, но позже перебрался в Испанию, где играл в различных командах низших лиг Каталонии.
В 2016 году подписал контракт с белорусским клубом «Славия-Мозырь». 15 апреля 2016 года в матче против «Гранита» дебютировал в чемпионате Белоруссии, заменив во втором тайме Евгения Кунцевича, в этом же матче забил первый гол за «Славию-Мозырь».